# Faces (együttes)
A Faces brit rockegyüttes volt, amelyet a népszerű Small Faces tagjai alkottak. Tagjai: Kenney Jones, Ronnie Lane, Ian McLagan, Rod Stewart, Ronnie Wood, Tetsu Yamauchi, Jesse Ed Davis, Mick Hucknall és Glen Matlock. Rod Stewart jelentős volt szólókarrierjéről, Ronnie Wood a Rolling Stones-ban szerepelt, Glen Matlock pedig a Sex Pistols basszusgitárosaként futott be. 
1969-ben alakultak meg Londonban. A Faces akkor alakult meg, mikor Steve Marriott kiszállt a Small Faces-ből, hogy megalapítsa a Humble Pie-t. Karrierjük alatt 4 nagylemezt dobtak piacra. Pályafutásuk alatt számtalanszor feloszlottak már: először 1969-től 1975-ig működtek, 1986-ban és 1993-ban újból összeálltak, majd 2009-től 2011-ig működtek, végül 2012-ben és 2015-ben újból összeálltak egy rövid időre. Ekkor véglegesen feloszlottak. 
A Faces A Nod is as Good as a Wink...to a Blind Horse című lemeze szerepel az 1001 lemez, amelyet hallanod kell, mielőtt meghalsz című könyvben.

## Tagok
- Kenney Jones – dobok, ütős hangszerek
- Ronnie Lane – basszusgitár, ének
- Ian McLagan – billentyűsök
- Rod Stewart – ének
- Ronnie Wood – gitár, ének
- Tetsu Yamauchi – basszusgitár
- Jesse Ed Davis – gitár
- Mick Hucknall – ének
- Glen Matlock – basszusgitár

## Diszkográfia

### Stúdióalbumok
- First Step (1970)
- Long Player (1971)
- A Nod is As Good As a Wink... to a Blind Horse (1971)
- Ooh La La (1973)